# Cmentarz żydowski w Słońsku
Cmentarz żydowski w Słońsku – cmentarz żydowski w Słońsku, mieści się przy ul. Tkackiej. Powstał w XIX wieku. W czasie II wojny światowej został zniszczony. Obecnie znajduje się na nim plac składowy dla tartaku.